# Olympia Brno
Obchodní a zábavní centrum Olympia Brno, nacházející se při dálnici D2 na katastrální hranici brněnské čtvrti Přízřenice a sousedního města Modřice, je vůbec první moderní obchodně-zábavní centrum v aglomeraci Brna a druhé největší v Česku.
Součástí centra je hypermarket Albert (do roku 2009 Hypernova) společnosti AHOLD a čerpací stanice. Centrum s celkovou plochou 110 117 m² má moderní architekturu, tvořenou prosklenou ocelovou konstrukcí. Nacházejí se zde i fontány a dva výtahy. V prvním patře Olympie Brno se nachází desetisálové (původně čtrnáctisálové) multikino Cinema City Olympia společnosti Cinema City (původně kino vlastnila do roku 2002 společnost Ster Century a od té doby do roku 2011 společnost Palace Cinemas). V prvním patře se dále nachází Planet Bowling. Mezi největší obchody dále patří prodejny s módou H&M, C&A, Marks & Spencer, New Yorker či Lindex, prodejny s obuví Baťa, Humanic, Deichmann, velkoprodejny sportu Intersport atd. V Olympii se nachází restaurace Subway, McDonald's a Bubbleology.
Nákupní centrum spojují s Brnem bezplatné autobusy a autobusy MHD linek 49, 78 a 510. V současné době jezdí bezplatná kyvadlová doprava mezi Olympií a zastávkou Úzká, do 16. října 2009 jezdila kyvadlová doprava i mezi Olympií a zastávkou Mendlovo náměstí. Obchodní centrum disponuje kapacitou 3 200 parkovacích míst, která jsou rovnoměrně rozmístěna před každým vstupem do nákupního centra. Část parkovacích míst je umístěna v parkovacím domě a na střeše obchodního domu Asko nábytek.
Centrum bylo otevřeno roku 1999, původně se rozkládalo jen na parcelách v katastru města Modřice, v letech 2004, a pak v období mezi 20. zářím 2007 a 16. říjnem 2009 bylo postupně rozšířeno do současné podoby. Architektem původní budovy i následných rozšíření je britský architekt Clark Geddes. Generálními projektanty původní Olympie Brno byly společnosti DGA London a Centroprojekt Zlín a.s. Čtvrtou etapu rozšíření odborná porota označila za druhou nejlepší stavbu roku 2009 v Jihomoravském kraji. 22. května 2010 byl u Olympie otevřen park. Vlastníkem centra je společnost Olympia Brno s.r.o., která měla k 31.12.2010 závazky 4,5 miliardy korun a záporný vlastní kapitál. Hlavním věřitelem je společnost Anglo Irish Asset Finance. V březnu 2017 se vlastníkem centra stala hamburská investiční skupina Deutsche EuroShop.

## Galerie

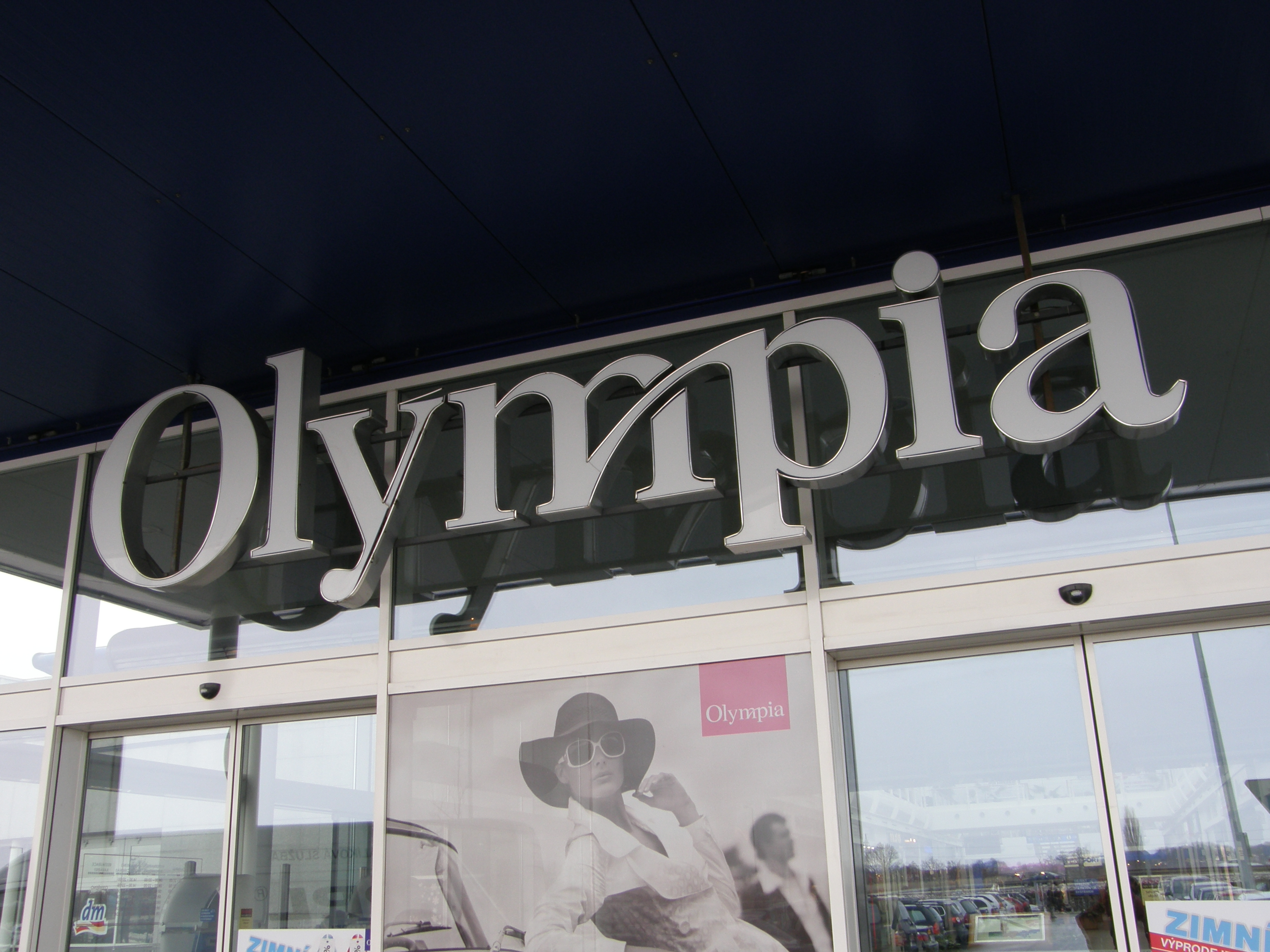
hlavní vchod
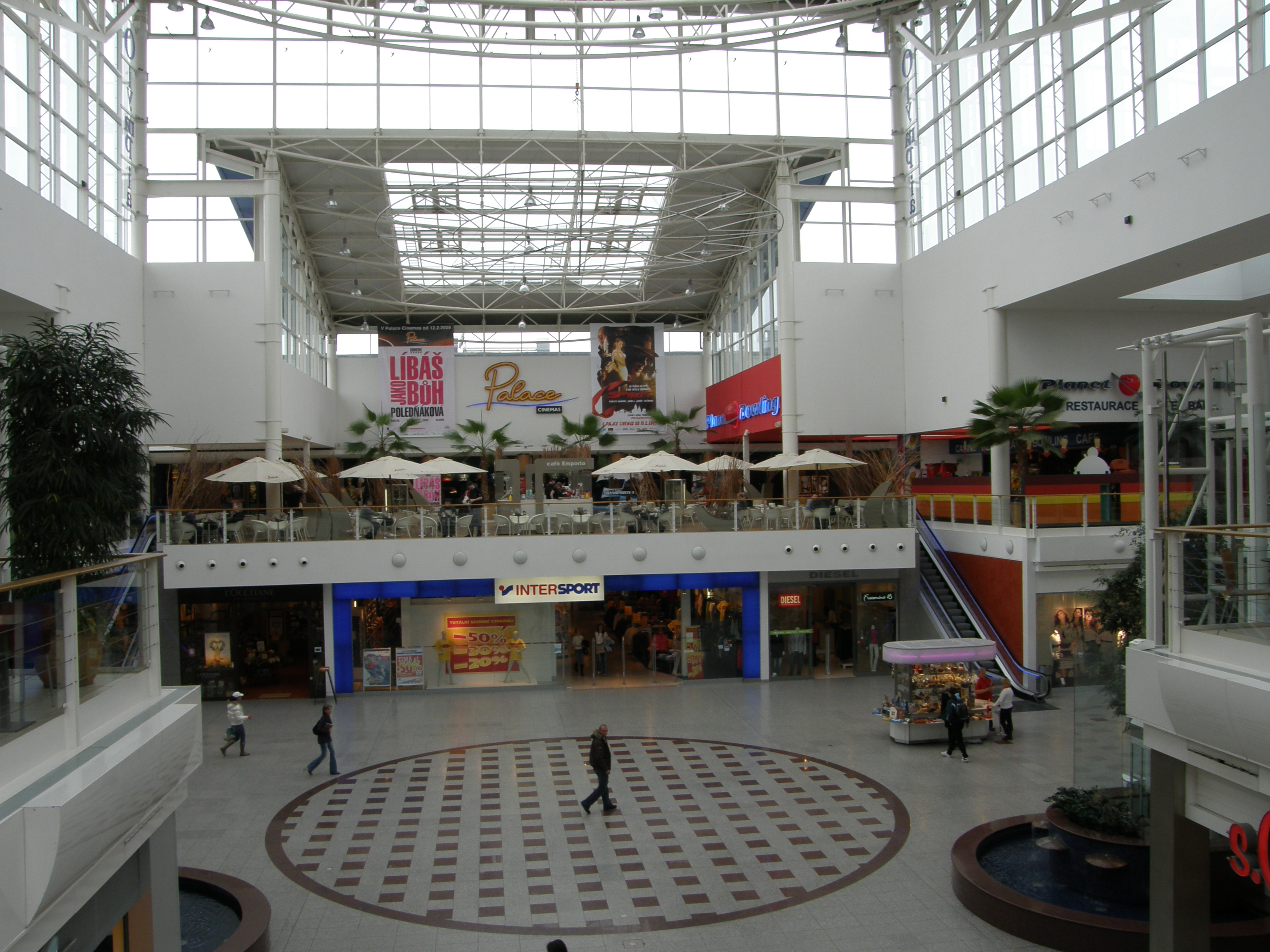
centrální hala
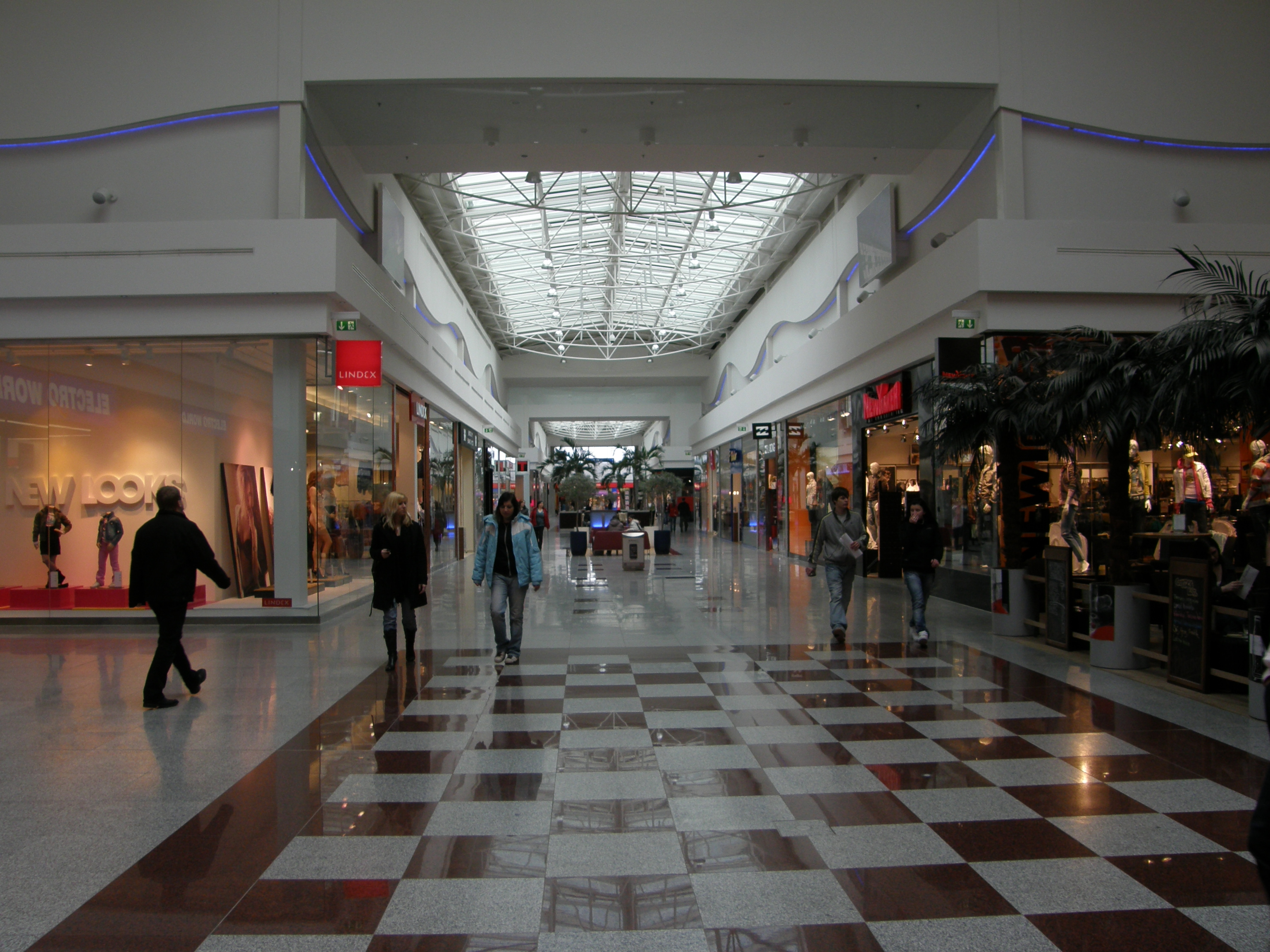
pasáž v Olympii
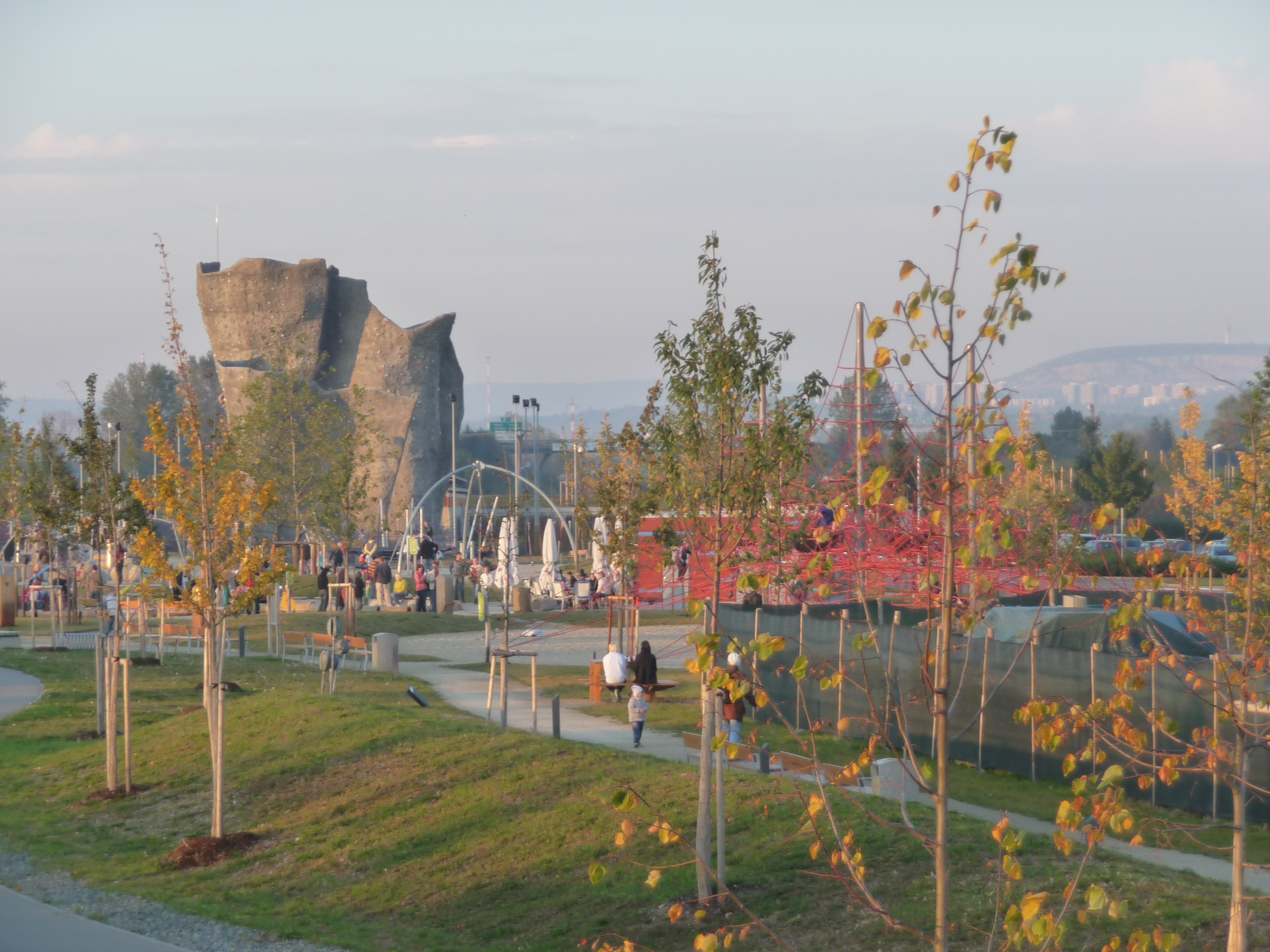
Olympia park za nákupním centrem
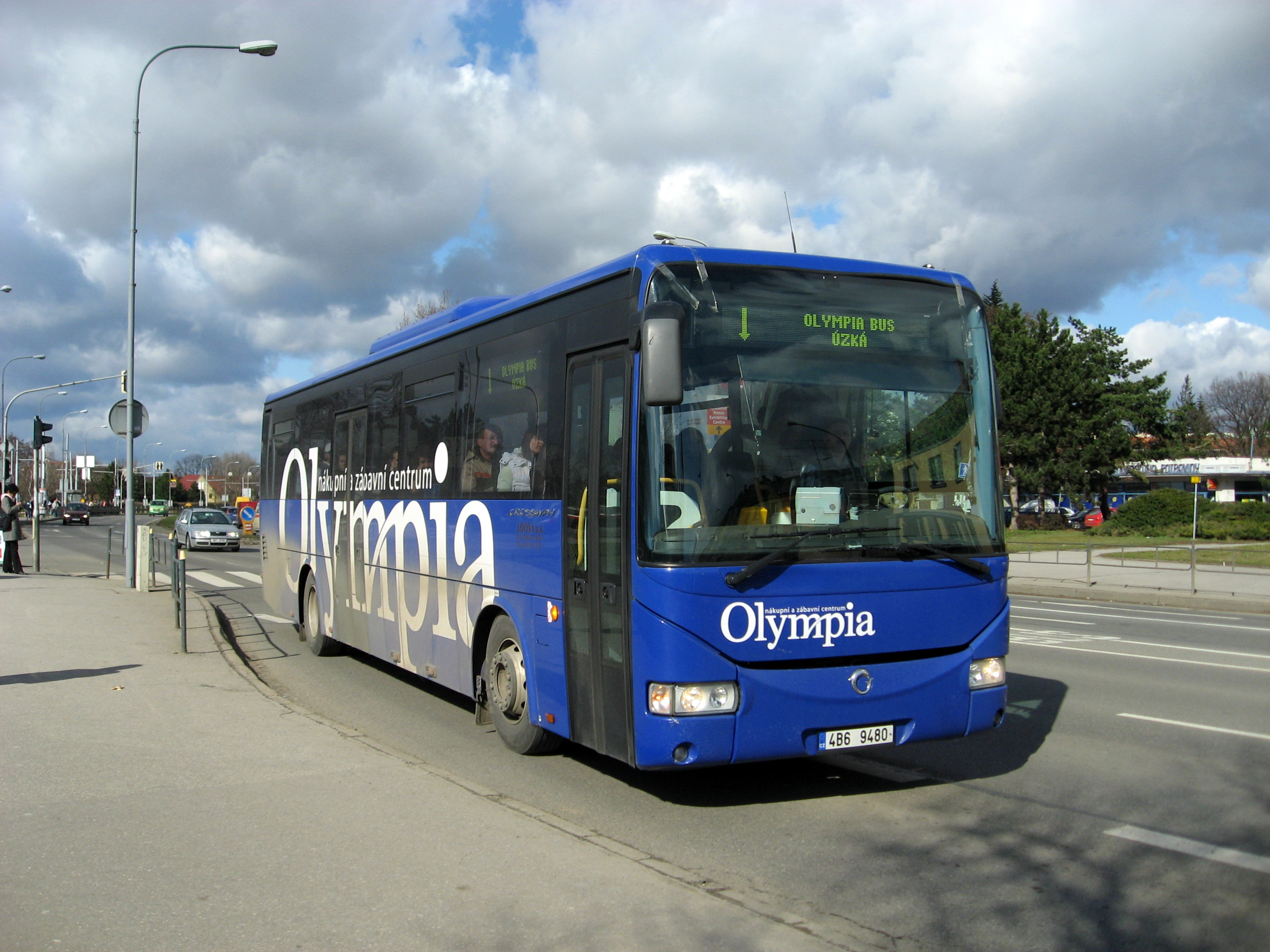
autobus kyvadlové dopravy Brno, ul. Úzká - Olympia